# Leova
Leova (în rusă Леóва) este un oraș în sud-vestul Republicii Moldova, reședința raionului Leova.

## Etimologie
Denumirea orașului este de origine antroponimică, având ca etimon numele personal „Leua” (Leva) – o variantă deformată a prenumelui Leon, hipocoristic al lui Leonte (Leontie). Variantele onimice Leua și Leva apar frecvent menționate în documente (1521, 1560, 1636, 1774).

## Geografie

### Amplasare
Orașul Leova este situat sud-vest la 100 km sud de capitala Moldovei, pe malul stâng al râului Prut. Prin oraș trece traseul național Chișinău-Leova-Cahul.

### Resurse naturale
Fondul funciar al primăriei Leova este de 4.319 ha, inclusiv 2.322 ha sau 53% pământ cu destinație agricolă. Din totalul terenurilor cu destinație agricolă 1.571 ha constituie pământ arabil, 516,9 ha – pășuni și 234,9 ha ocupă plantațiile multianuale. Suprafața orașului este de 563 ha. Suprafața totală a terenurilor fondului silvic este de 305 ha. Resursele acvatice ale orașului sunt formate de râul Prut și lacurile din oraș cu o suprafață totală de 54,15 ha.
La nord-vest de oraș este amplasat ecosistemul acvatic „Lebăda albă”, o rezervație naturală mixtă.

## Istorie
În unele publicații este redată ipoteza precum Târgul Sărății, atestat la 13 martie 1489, stă la începuturile localității Leova. Totuși, unele studii sugerează că Târgului Sărății a fost transmutat în târgul Huși din cauza inundațiilor cauzate de revărsările râului Prut.
Un documente ce elucidează originea Leovei provine de la Ștefan cel Mare care întărește aceste pământuri slujitorilor săi Petru și Leova (nume slav Лёва de origine greacă Λέων), de la care se pare a proveni actuala denumire. Leova împreună cu fratele său Petru cumpără o parte de moșie pe Sărata și confirmă acest act juridic în ziua de 23 ianuarie 1495:
„Cu mila lui Dumnezeu, noi, Ștefan voievod, domnul Țării Moldovei. Facem știre, cu aceasta carte a noastră, tuturor cui va căuta spre dânsa sau citindu-se va auzi, deci viind înaintea noastră și înaintea boierilor noștri ai Moldovei, mari și mici, Nastea, nepoata lui Mihail Buza, și nepoata ei, Marina, fiica lui Husul, de a lor bunăvoie, de nimeni silite, nici asuprite, au vândut a lor dreapta moșie din drept strămoșescul lor uric, din uricul... o bucată de pământ pe Sărata, parte ce iaste din Ialan și ce iaste pe din gios de târgul nostru Hușii, ce iaste pe Drislavetu, aceia au vândut-o slugilor noastre Leoa fratelui său, lui Petru, dreptu 40 zloți tătărăști. ...

...
 
Și pentru mai mare tărie și întăritură tuturor acelor de mai sus scrise, am poroncit cinstitului credincios boierului nostru, dumisale Tăutul mare logofăt, să scrie și pecetea noastră să o lege către această carte a noastră.
 
S-au scris în Huși, de Sandru. Leat 7003 <1495> ianuarie 23.”
Ca târg Leova este atestat la 26 august 1806 într-un document de la Constantin Moruzi, domnul Moldovei, prin care proprietarul orașului Leova logofătul Costache Ghica este împuternicit să strângă contribuții de la toți negustorii, care vin la iarmaroace.
Dar mai vechi ca aceasta localitate sunt Valul lui Traian, de care  a scris guvernatorul militar P.I. Fiodorov în 1837  „În apropiere de târgușorul Leova trec 2 valuri, unul începe lângă râul Prut și se îndreaptă spre est, altul mai mic e situat de-a lungul Prutului.”

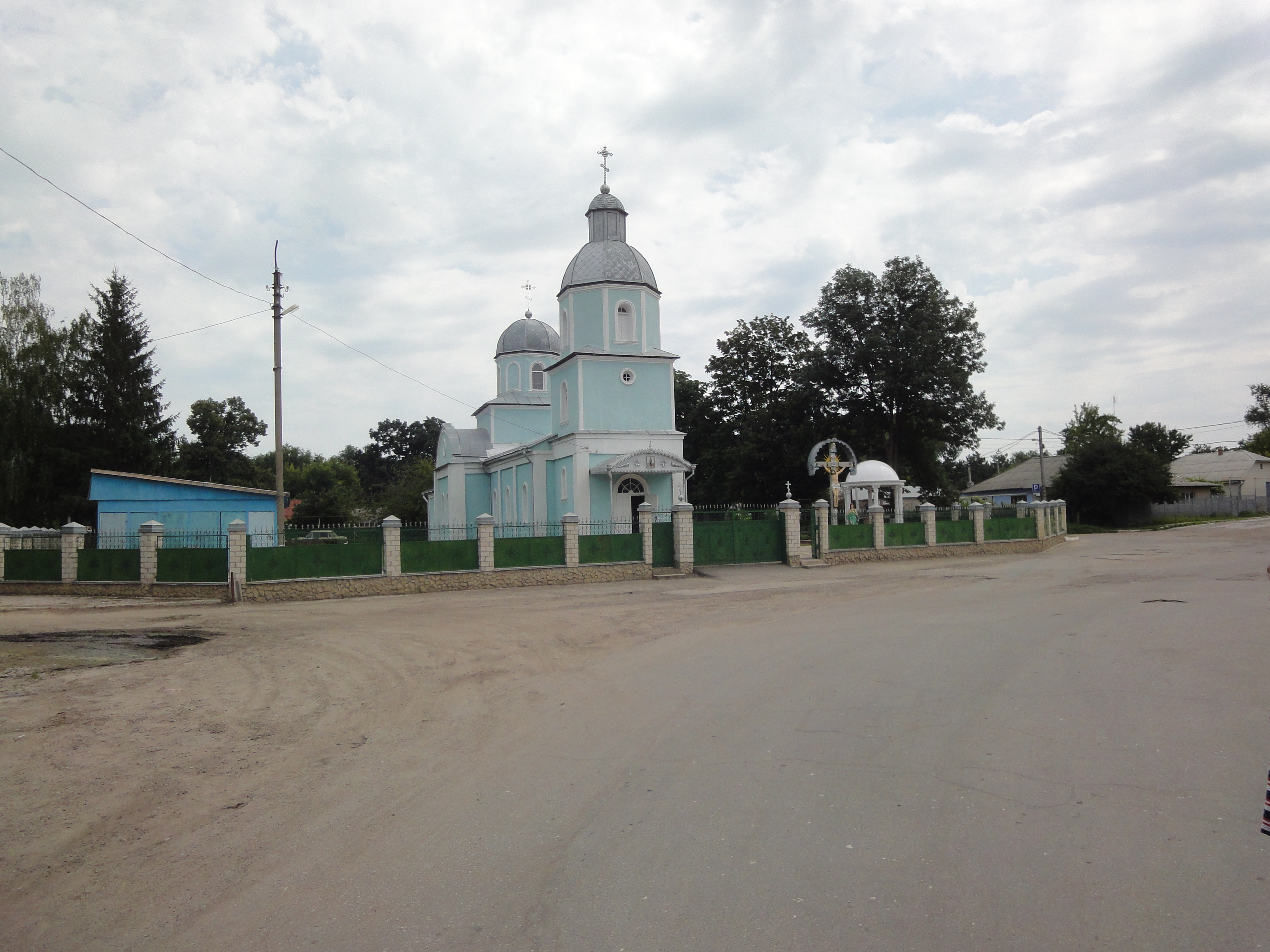
Biserica „Sf. Parascheva” (1818)

După anul 1812 Leova devine punct vamal și punct de grăniceri. În 1819 biserica târgului fiind veche, este înlocuită cu una nouă, tot din lemn cu hramul Sf. Cuvioasa Paraschiva, ctitorită din 1815 de negustorul grec Ioan Dimgos. În 1835 cârmuirea de voloste din Leova se transmite în satul Frumoasa, căruia i se va zice Cahul și i se va conferi statut de oraș. Marii negustori din Leova fac o încercare de a întoarce cârmuirea, s-au adresat cu o scrisoare din partea tuturor locuitorilor către guvernatorul Novorusiei și Basarabiei, dar au primit un refuz categoric.
Între 1856 și 1878, Leova a reintrat între granițele Principatului Moldovei și ale României. La recensământul din 1860, târgul era oficial a 32-a localitate urbană a Moldovei „românești”, după numărul populației (1.845 locuitori).
La 7 octombrie 1878, după reanexarea de către Rusia țaristă, Leova avea 350 de gospodării, 5.682 desetine de pământ arabil, 60 livezi mari, o moară de aburi și 6 mori de vânt. 
Prima școală care avea numai o singură clasă a fost deschisă în 1885, iar peste 4 ani școala avea 2 clase în care învățau 53 de băieți și 43 de fete. Conform datelor în 1904 acest târgușor avea o suprafață de 169 de hectare și 16 căi de comunicare. Târgușorul avea 2 piețe și o grădină publică. El era așezat pe șes și avea 2 lacuri care se numeau Bujor și Potcoava. Din clădirile de administrație în târgușorul erau primăria, poliția, poșta, telegraful, o școală mixtă, un liceu evreiesc, trei școli primare, o biserică ortodoxă și cinci sinagogi. Pe la sfârșitul sec. XIX în orașul Leova activau peste o mie de negustori străini și o colonie germană, care număra 115 nemți. În târgușorul Leova la începutul secolului XX erau 1.073 de case, precum și 307 clădiri monumente.
Structura lingvistică a populației orașului Leova în 1930
     Limba română (53,3%)
     Limba idiș (35,5%)
     Limba rusă (7,6%)
     Limba germană (1%)
     Limba greacă (0,7%)
     Limba bulgară (0,6%)
     Alte limbi (1,3%)
În 1923 orașul avea 1075 case și 3422 de locuitori, iar în 1933 – 7 mii. La începutul sec. XX aici erau 3 școli primare, un liceu evreiesc, 3 bănci, precum și o sală de teatru și cinema, o bibliotecă. La recensământul general a populației din anul 1930, în orașul Leova au fost înregistrați 6539 locuitori, inclusiv - 3430 români; 1 maghiar; 70 germani; 501 ruși; 2 ucraineni; 51 bulgari; 4 cehi/slovaci; 6 polonezi; 2324 evrei; 72 greci; 1 turc; 1 găgăuz; 75 țigani și 1 persoane de altă etnie. Din punct de vedere lingvistic, 3488 sunt vorbitori ai limbii române; 68 - limba germană; 572 - limba rusă; 1 - sârbocroată; 40 - bulgară; 2 limba cehă/slovacă; 4 - limba poloneză; 2308 - limba idiș; 43 - limba greacă; 2 - limba turcă (inclusiv găgăuză) și 11 persoane - nedeclarată.
Structura etnică a populației orașului Leova în 1989
     Moldoveni/români (74,9%)
     Ruși (11,9%)
     Ucraineni (5,5%)
     Găgăuzi (0,8%)
     Alte etnii (6,9%)
După cel de al doilea război mondial în oraș au început să se construiască case cu multe etaje, deschise noi unități de producție, fabrica de panificație, de brânzeturi, de vinuri, de etero-oleoginoase, tipografia, baza de transport auto 25, organizația de construcție, combinatul de deservire socială, spitalul și policlinica, farmacii, stația veterinară, școala auto, școala profesională, librăria, grădinițe de copii, cinematograful, casa de cultură, stația sanitaro-epidemiologică. În 1998 apare primul ziar independent din ora, „Cuvântul Liber”. În orașul Leova s-a născut mult regretatul compozitor și cântăreț Ion Aldea Teodorovici.
La recensământul din anul 1989, în orașul Leova au fost notați 12183 locuitori, inclusiv 9123 moldoveni/români; 667 ucraineni; 1460 ruși; 105 găgăuzi; 528 bulgari și 300 persoane de alte naționalități.
La 7 iulie 2006, în orașul Leova a avut loc deschiderea oficială a Centrului de Informare și Documentare pentru Tineret. Deschiderea Centrului a fost posibilă datorită sprijinului acordat de Uniunea Europeană în parteneriat cu Consiliul Județean Vaslui, România, Consiliul Raional Leova și Biblioteca Județeană „Nicolae Milescu Spătaru”, județul Vaslui.

## Demografie

### Structura etnică
Structura etnică a orașului conform recensământului populației din 2004:
| Grup etnic | Populație | % Procentaj |
| ---------- | --------- | ----------- |
| Moldoveni  | 8.585     | 85,62%      |
| Ruși       | 629       | 6,27%       |
| Bulgari    | 349       | 3,48%       |
| Ucraineni  | 278       | 2,77%       |
| Găgăuzi    | 99        | 0,99%       |
| Țigani     | 28        | 0,28%       |
| Alții      | 63        |             |
| Total      | 10.027    | 100%        |

## Economie
Pe teritoriul orașului Leova sunt înregistrați 1.235 agenți economici, dintre care circa 1.100 sunt întreprinderi cu drept de persoană fizică. Cele 1.570 ha de pământ cu destinație agricolă sunt prelucrate de 438 gospodării țărănești. Principalul agent economic din oraș este întreprinderea vinicolă „Leovin” S.A., care are tradiții vechi în domeniul vinicol. La moment societatea este dotată cu utilaj modern de producere și îmbuteliere a vinului, dispunând de 1,5 mln. dal de păstrarea produselor vinicole. Producția întreprinderii este exportată în volum de 95% în Rusia, Ucraina, Kazahstan, Germania. Un alt agent economic este cooperativa de consum „Universcoop” care activează în domeniul comerțului, alimentației publice, producere și achiziționare de produse agricole. Cifra de afaceri anuală a cooperativei este de peste 10 mln lei.
Pe teritoriul orașului funcționează 18 unități de comerț cu amănuntul, 2 piețe și 7 unități de alimentație publică. Orașul dispune de un hotel cu o capacitate de cazare de 9 paturi. De asemenea sunt 3 unități de deservire socială. În prezent pe teritoriul orașului sunt deschise 5 filiale ale băncilor comerciale și a unei companii de asigurare. Servicii de consultanță juridică sunt prestate de un birou juridic.

### Finanțele publice locale
Veniturile publice locale în ultimii ani au fost în continuă creștere. Astfel dacă în anul 2000 bugetul a fost executat la 2.522 mii lei, atunci în anul 2002 la 5.271 miilei sau aproape de 2 ori mai mult decât în anul 2000.
Structura cheltuielilor publice locale este tipică localităților urbane din republică, unde prevalează cu 87,7% cheltuielile pentru educație. Pentru orașul Leova este semnificativă creșterea ponderii cheltuielilor pentru gospodăria comunală. Astfel în ultimii 2 ani acest tip de cheltuieli a crescut de aproape 10 ori, însă suma alocată rămâne a fi extrem de mică.

## Administrație și politică

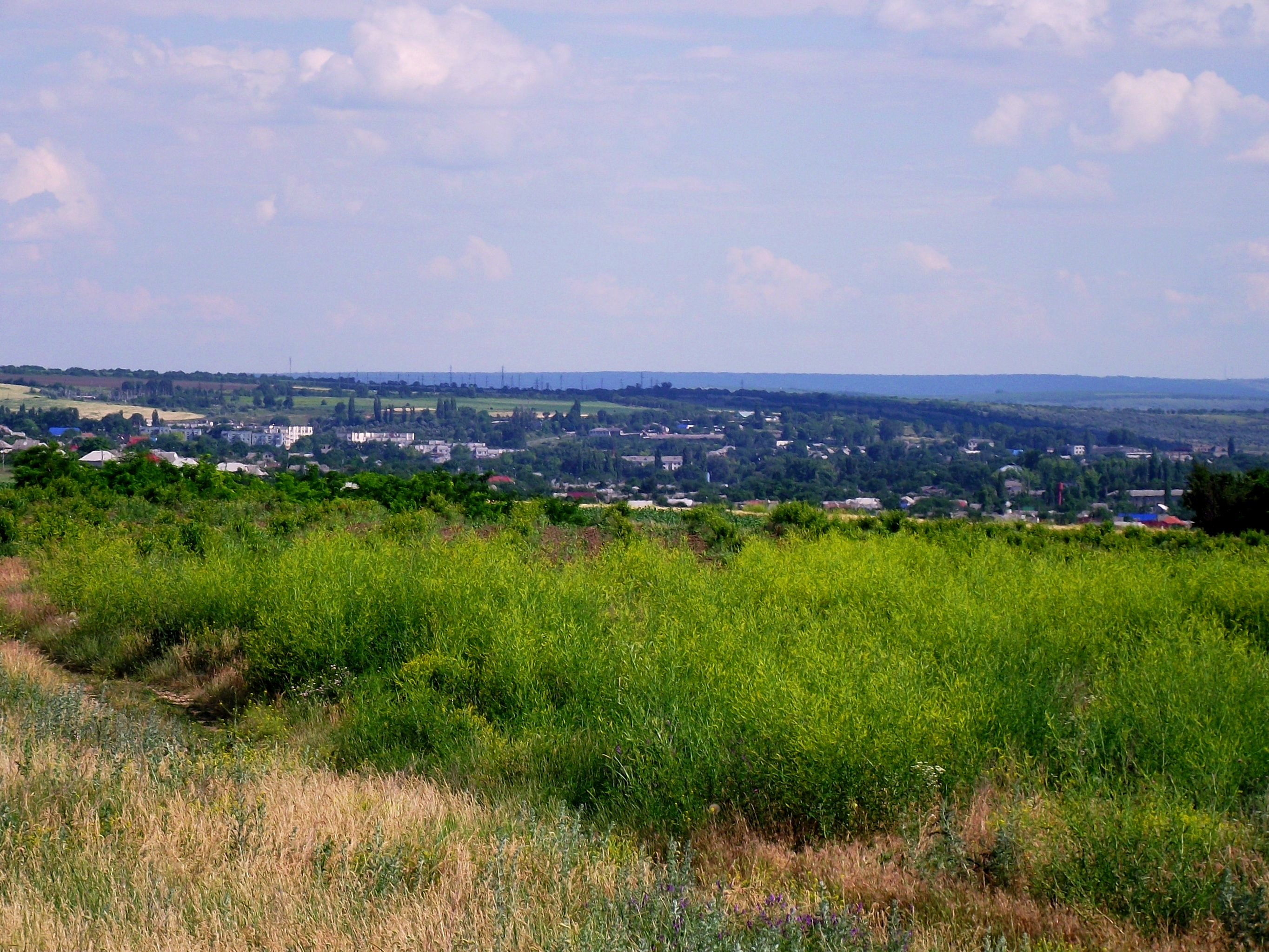
Panoramă îndepărtată

Primarul orașului Leova este Alexandru Bujorean (Liga Orașelor și Comunelor), reales în noiembrie 2023.
Componența Consiliului local Leova (17 consilieri), ales la 5 noiembrie 2023, este următoarea:
|  | Partid                                       | Consilieri | Componență | Componență | Componență | Componență | Componență | Componență | Componență | Componență | Componență |
|  | -------------------------------------------- | ---------- | ---------- | ---------- | ---------- | ---------- | ---------- | ---------- | ---------- | ---------- | ---------- |
|  | Liga Orașelor și Comunelor                   | 9          |            |            |            |            |            |            |            |            |            |
|  | Partidul Acțiune și Solidaritate             | 4          |            |            |            |            |            |            |            |            |            |
|  | Partidul Socialiștilor din Republica Moldova | 2          |            |            |            |            |            |            |            |            |            |
|  | Partidul Comuniștilor din Republica Moldova  | 1          |            |            |            |            |            |            |            |            |            |
|  | Partidul Social Democrat European            | 1          |            |            |            |            |            |            |            |            |            |

### Simboluri
Stema: În câmp roșu, un leu conturnat ieșind dintr-o fascie crenelată micșorată și coborâtă, totul de argint. Scutul timbrat de o coroană murală de aur cu trei turnuri.
Drapelul orașului Leova reprezintă o pânză dreptunghiulară (2:3) roșie, cu talpă crenelată albă, din care iese un leu conturnat, de aceeași culoare.
Explicație:
Simbolistica care s-a dat oficial cu referire la „străvechea pază romană” nu acoperea decât fascia crenelată – simbol evident al Valului lui Traian de Sus, monument istoric care intră în Basarabia și traversează teritoriul actualului raion Leova pe linia aproximativă sud-vest – nord-est, pornind de la satul Tighiceanca, o suburbie a orașului Leova.
Cea de-a doua mobilă din stema orașului de la 1934 – leul ieșind conturnat – nu putea să fi e decât o emblemă grăitoare, cu referire la denumirea Leova, care se pare că provine de la antroponimicul Leoa/Leva, acesta la rândul său derivat din antroponimicul Leu. Culoarea roșie a scutului era cel mai probabil o aluzie la funcțiile militare și de apărare  ale Valului lui Traian și la una din culorile preferate ale Imperiului Roman. Culoarea de argint a mobilelor heraldice nu a fost explicată.

## Infrastructură

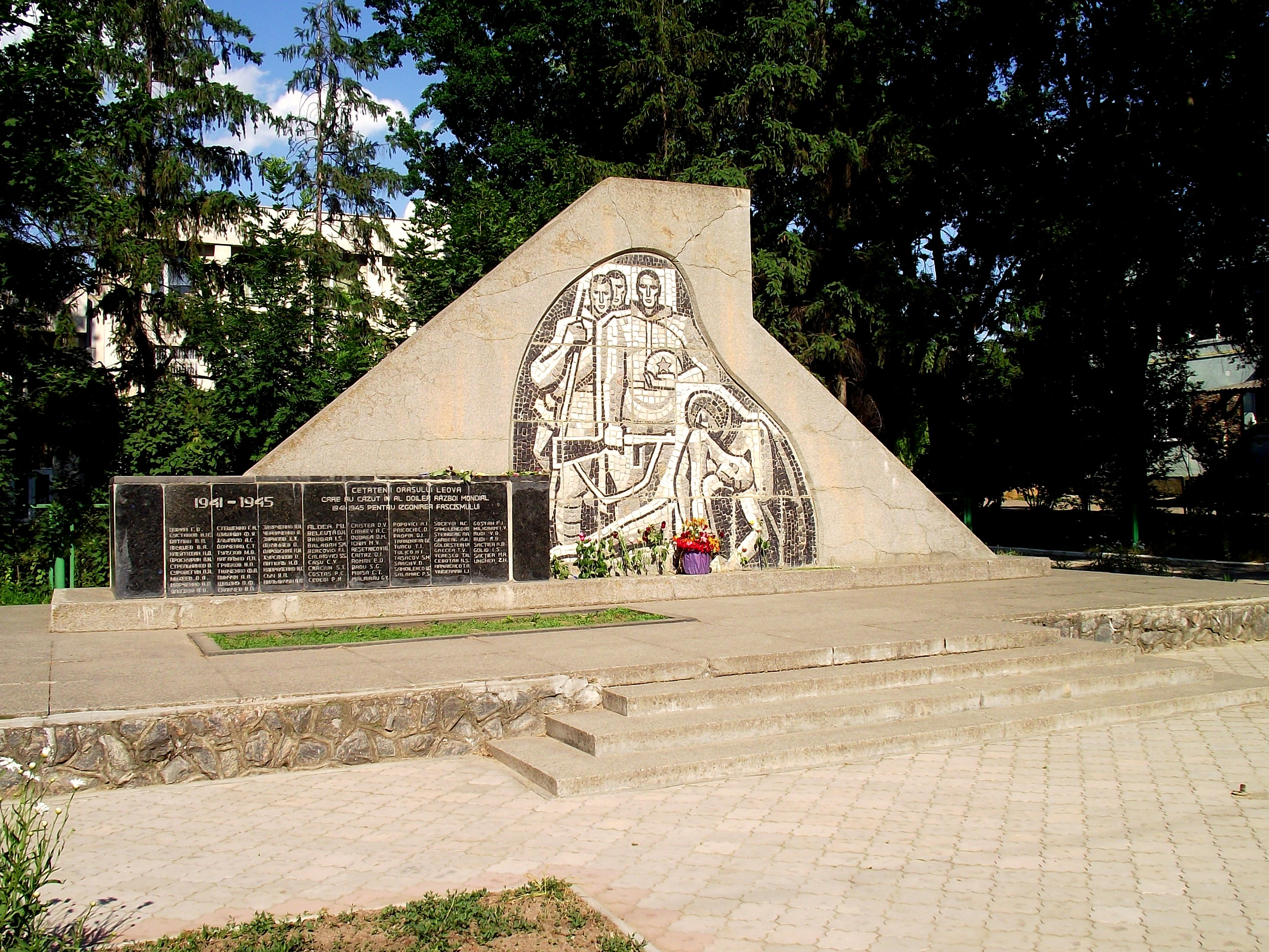
Monumentul victimelor celui de-Al Doilea Război Mondial

Din numărul total de 3.700 apartamente 3.365 sau 90% sunt conectate la rețeaua de aprovizionare cu apă. Pe lângă aceasta în oraș sunt 96 de fântâni. În oraș sunt 2.078 de apartamente iar 56% sunt telefonizate. Rețeaua de drumuri publice are o lungime de 43 km, din care circa 25% au acoperire rigidă.
Populația orașului Leova este de 11.400 persoane, dintre care 26,8% sunt copii, 41,78% este populația aptă de muncă și restul 31,4% sunt pensionarii. Cea mai mare parte a populației sunt moldoveni, urmați de ruși, bulgari și ucraineni. Din numărul total de 4.760 al populației apte de muncă marea majoritate activează în agricultură – 1.880 persoane sau 40%, restul în sfera neproductivă, 590 persoane sau 12,4%, în industrie – 375 persoane respectiv 7,9% și alte ramuri ale economiei locale.
Sistemul de învățământ este format din două instituții preșcolare cu o capacitate de 140 locuri fiecare, 3 școli în care fac studiile 1.590 elevi, un liceu cu 280 elevi și o școală polivalentă, care pregătește specialiști în domeniul agriculturii și industriei ușoare.
Ocrotirea sănătății este asigurată de 10 instituții medicale inclusiv: un spital, o policlinică, o stație de salvare și 7 farmacii. În instituțiile medicale lucrează 83 de medici și 291 personal medical mediu.
Rețeaua culturală este formată dintr-o bibliotecă publică, o casă de cultură și un muzeu local. În orașul Leova funcționează o școală sportivă cu diferite secții de antrenament și un stadion orășenesc.

## Personalități

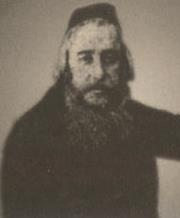
Rabinul Dov Ber Friedman

### Născuți în Leova
- Dov Ber Friedman (1822–1876), rabin
- Isaak Kapovici (1896–1972), profesor, economist și organizator al educației sovietic
- Efraim Aizikovici (1901–1974), poet și prozator român și israelian
- Motl Saktsier (1907–1987), poet și dramaturg evreu basarabean
- Idel Ianchelevici (1909–1994), sculptor și pictor franco-belgian, membru de onoare al Academiei Române
- Victor Toma (1922–2008), inginer român, membru de onoare al Academiei Române
- Iulia Țibulschi (n. 1933), compozitoare, interpretă și pedagog
- Mstislav Gorbenko (n. 1947), alpinist sovietic și ucrainean
- Petre Teodorovici (1950–1997), compozitor și interpret de muzică ușoară
- Lilia Neagu (n. 1951), fost deținut politic în Uniunea Sovietică
- Ion Aldea-Teodorovici (1954–1992), compozitor și cântăreț